# Lim Yo-hwan
Lim Yo-hwan (Hangul 임요환, ur. 4 września 1980) znany pod pseudonimem SlayerS_`BoxeR` (skracanym zazwyczaj do Boxer), to według "Los Angeles Times" najsłynniejszy koreański gracz w strategii czasu rzeczywistego Starcraft. Przez serwis valhalla.pl uznawany jest za najwybitniejszego zawodnika Starcrafta w historii.
Lim zajął pierwsze miejsce podczas turnieju World Cyber Games w latach 2001 i 2002. Jest jedynym graczem StarCrafta, któremu udało się to osiągnąć. Podczas turnieju World Cyber Games w roku 2002, odniósł zwycięstwo nad graczem z Polski Arturem Michalakiem (znanym pod pseudonimem Blackman), który zajął trzecie miejsce. Ponadto, Lim zwyciężył 500 razy i poniósł 336 porażek podczas rozgrywek telewizyjnych.
W czerwcu 2001 znalazł się na zestawionej przez MTV liście dziesięciu najbardziej wpływowych graczy komputerowych na świecie.
Jego fanklub liczy około 600 000 osób. Jego zarobki sięgały nawet 300 tysięcy dolarów rocznie.
Lim zasłynął z umiejętności kontroli swoich jednostek oraz dużych umiejętności podczas rozgrywek Terran kontra Zerg, za co został kilkakrotnie odznaczony nagrodą PimpestPlay. Dzięki swej dominacji podczas turniejów, często był określany jako Cesarz Terran (ang. Terran Emperor).

## Największe sukcesy
- Dwa razy zwyciężył w WCG (2001, 2002) i jest jedynym graczem Starcrafta, który tego dokonał.
- Pierwszy gracz, który zwyciężył 100 razy w Ongamenet Starleagues (OSL).
- Pierwszy gracz, który wygrał więcej niż jedno OSL (Hanbitsoft 2001, Coca Cola 2001).
- Zajmował najdłużej 1. miejsce w rankingu KeSPA (Korea e-Sports Association) (17 miesięcy).
- Wygrał pierwsze KPGA Tour (teraz MBC starleague).
- Ukończył na drugim miejscu Ongamenet Starleague cztery razy (2001 SKY, 2002 SKY, 2004 EVER, 2005 SO1).
- Zajął 2 miejsce w pierwszym KT-KTF Premiere league.
- Mistrz KPGA MBC Starleague od stycznia 2002 do marca 2002.

## Życie prywatne
W 2011 roku zawarł niezalegalizowane małżeństwo z południowokoreańską aktorką Kim Ga-yeon, znaną także jako SlayerS' Jessica. Małżeństwo było trzymane w tajemnicy przez dwa lata. 1 sierpnia 2015 roku urodziła się ich córka, Lim Hae-ryung (kor. 임하령). Małżeństwo zostało oficjalnie zawarte 8 maja 2016 roku.